# Puccinia distincta
Puccinia distincta är en svampart som beskrevs av McAlpine 1896. Puccinia distincta ingår i släktet Puccinia och familjen Pucciniaceae.   Inga underarter finns listade i Catalogue of Life.